# 今中次麿

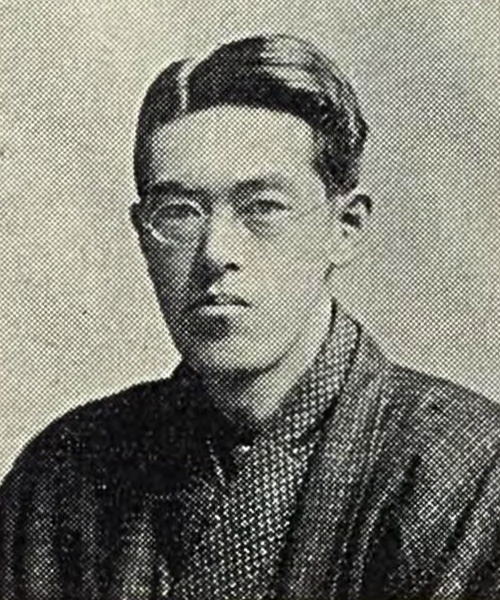
今中次麿

今中 次麿 (いまなか つぎまろ、1893年4月9日 - 1980年7月26日) は、日本の政治学者。元同志社大学、九州帝国大学、広島大学教授。佐賀大学、北九州大学学長。法学博士。元日本政治学会理事長。広島県出身。

## 略歴
第五高等学校を経て1918年、東京帝国大学法学部政治学科卒業。海老名弾正に影響を受け本郷教会でキリスト教の活動を行う。東大では政治学の吉野作造にも師事する。1919年、同志社大学講師に就任、のちに法学部長となり、中島重、和田武、住谷悦治らとともに「同志社アカデミズム」の一翼を担った。1928年九州帝国大学に転任し、クリスチャンでリベラル学者の立場から満州事変以降の政府を批判し、1942年に九大を辞職した。戦後復職。1953年広島大学政経学部に転任。1957年から1963年まで佐賀大学、1965年から1971年まで北九州大学のそれぞれ学長を務めた。
後年思想的にはマルキシズムへの傾斜を強めたが、その根底にあったキリスト教精神と平和主義は変わらなかった。

## 主要著書
- 『政治学における方法二元論』 1928年
- 『独裁政治論』 1935年
- 『西洋政治思想史』全2巻 1951年
- 『今中次麿政治学論集』全7巻 1978年

他多数